# Глазатово (Вологодская область)
Глазатово — деревня в Кирилловском районе Вологодской области.
Входит в состав Алёшинского сельского поселения, с точки зрения административно-территориального деления — в Ивановоборский сельсовет.
Расстояние до районного центра Кириллова по автодороге — 27 км, до центра муниципального образования Шиндалово по прямой — 9 км. Ближайшие населённые пункты — Глухарево, Чуйково, Домниково.
По переписи 2002 года население — 8 человек.